# Courtauly
Courtauly é uma comuna francesa na região administrativa de Occitânia, no departamento de Aude. Estende-se por uma área de 7,72 km². Em 2010 a comuna tinha 77 habitantes (densidade: 10 hab./km²).